# Blagoje Bratić
Blagoje Bratić (Sarajevo, 1º marzo 1946 – Toronto, 31 luglio 2008) è stato un calciatore jugoslavo, di ruolo difensore.

## Carriera

### Nazionale
Il suo debutto con la Jugoslavia risale al 14 giugno 1972 nell'incontro amichevole vinto 10-0 contro la Venezuela. La sua ultima partita con i Plavi risale al 22 giugno dello stesso anno nell'amichevole vinta 2-1 contro il Paraguay.
Indossò la maglia della nazionale per un totale di tre partite.

## Statistiche

### Cronologia presenze e reti in nazionale
| Cronologia completa delle presenze e delle reti in nazionale ― Jugoslavia | Cronologia completa delle presenze e delle reti in nazionale ― Jugoslavia | Cronologia completa delle presenze e delle reti in nazionale ― Jugoslavia | Cronologia completa delle presenze e delle reti in nazionale ― Jugoslavia | Cronologia completa delle presenze e delle reti in nazionale ― Jugoslavia | Cronologia completa delle presenze e delle reti in nazionale ― Jugoslavia | Cronologia completa delle presenze e delle reti in nazionale ― Jugoslavia | Cronologia completa delle presenze e delle reti in nazionale ― Jugoslavia |
| Data                                                                      | Città                                                                     | In casa                                                                   | Risultato                                                                 | Ospiti                                                                    | Competizione                                                              | Reti                                                                      | Note                                                                      |
| ------------------------------------------------------------------------- | ------------------------------------------------------------------------- | ------------------------------------------------------------------------- | ------------------------------------------------------------------------- | ------------------------------------------------------------------------- | ------------------------------------------------------------------------- | ------------------------------------------------------------------------- | ------------------------------------------------------------------------- |
| 14-6-1972                                                                 | Curitiba                                                                  | Jugoslavia                                                                | 6 – 0                                                                     | Venezuela                                                                 | Amichevole                                                                | -                                                                         |                                                                           |
| 18-6-1972                                                                 | Campo Grande                                                              | Jugoslavia                                                                | 1 – 1                                                                     | Bolivia                                                                   | Amichevole                                                                | -                                                                         |                                                                           |
| 22-6-1972                                                                 | Manaus                                                                    | Jugoslavia                                                                | 2 – 1                                                                     | Paraguay                                                                  | Amichevole                                                                | -                                                                         | 55’                                                                       |
| Totale                                                                    |                                                                           | Presenze                                                                  | 3                                                                         |                                                                           | Reti                                                                      | 0                                                                         |                                                                           |

## Palmarès

### Club

#### Competizioni nazionali
- Campionato jugoslavo: 1

Željezničar: 1971-1972